# Пол Бротен
Пол Бротен (англ. Paul Broten, нар. 27 жовтня 1965, Росо) — колишній американський хокеїст, що грав на позиції правого нападника.
Брати: Аарон Бротен і Ніл Бротен.

## Ігрова кар'єра
1984 року був обраний на драфті НХЛ під 77-м загальним номером командою «Нью-Йорк Рейнджерс». Професійну хокейну кар'єру розпочав 1989 року виступами за команду «Нью-Йорк Рейнджерс» в НХЛ.
Протягом професійної клубної ігрової кар'єри, що тривала 8 років, захищав кольори команд «Нью-Йорк Рейнджерс», «Даллас Старс» та «Сент-Луїс Блюз».
У складі збірної США виступав на чемпіонаті світу 1999.

## Статистика
| 1989–90   | «Нью-Йорк Рейнджерс» | НХЛ | 32  | 5  | 3  | 8   | 26  |
| 1990–91   | «Нью-Йорк Рейнджерс» | НХЛ | 28  | 4  | 6  | 10  | 18  |
| 1991–92   | «Нью-Йорк Рейнджерс» | НХЛ | 74  | 13 | 15 | 28  | 102 |
| 1992–93   | «Нью-Йорк Рейнджерс» | НХЛ | 60  | 5  | 9  | 14  | 48  |
| 1993–94   | «Даллас Старс»       | НХЛ | 64  | 12 | 12 | 24  | 30  |
| 1994–95   | «Даллас Старс»       | НХЛ | 47  | 7  | 9  | 16  | 36  |
| 1995–96   | «Сент-Луїс Блюз»     | НХЛ | 17  | 0  | 1  | 1   | 4   |
| 7 сезонів | Разом                | НХЛ | 322 | 46 | 55 | 101 | 264 |